# Перебір породи
Перебір породи (рос. перебор породы, англ. rock overall, нім. Übertiefung f des Gesteins, Mehrausbruch m des Gesteins) – виїмка (виймання) гірської породи за проектним контуром виробки, зумовлена недосконалістю технології прохідницьких робіт. 